# Joan Visa i Gelabert
Joan Visa i Gelabert   (Mataró, 13 de maig de 1936 - Barcelona, 18 de setembre de 2018) fou un futbolista català de les dècades de 1950 i 1960.

## Trajectòria
Es formà al Club Esportiu Mataró, on jugà entre 1952 i 1955. Aquest darrer any fitxà pel Reial Madrid, però només hi disputà alguns partits amistosos, acabant jugant al Plus Ultra, el conjunt filial. L'any 1959 fou fitxat pel RCD Espanyol, on jugà una temporada cedit al Terrassa FC (1959-60), una de titular del l'equip i una de suplent. Disputà 27 partits amb el club a primera divisió. Posteriorment jugà al Reial Saragossa dues temporades, la segona cedit al CA Osasuna. Finalitzà la seva carrera novament al Mataró l'any 1965.